# Thomas Brand (1717-1770)
Thomas Brand (aîné) (vers 1717 - 1770) est un propriétaire britannique des Hoo, des Kimpton, du Hertfordshire et un homme politique qui a siégé à la Chambre des communes de 1741 à 1770. 

## Biographie
Il est le fils unique de Thomas Brand et de son épouse Margaret Nicholl, fille de John Nicholl de Chipping Barnet, Hertfordshire et de Margaret Marsh, héritière d'une propriété connue sous le nom de Pricklers, à Chipping Barnet, Hertfordshire (aujourd'hui Greenhill Gardens, East Barnet) . 
Il étudie au Collège d'Eton (1728) et probablement au Queens 'College, à Cambridge (1735). De 1739 à 1741, il entreprend le Grand Tour de l'Europe . 
Il est élu sans opposition en tant que député de New Shoreham en 1741, sous le patronage de John Phillipson. En 1747, il est nommé député de Tavistock par son ami le duc de Bedford. Il se rapproche davantage du duc en épousant lady Caroline Pierrepont, fille d'Evelyn Pierrepont, tante de l'épouse du duc. Il est réélu député de Gatton en 1754 et d'Okehampton en 1768 . 
Il est décédé en août 1770. Il est remplacé par son fils unique, Thomas Brand (en), qui est également député. Lui et sa femme Caroline ont également deux filles . 